# Тарвас
Тарвас — сказочное животное эстонской и карело-финской мифологии, вероятно, древнее название быка, вола, буйвола, тура, по мнению других (Эрман, Веске) — оленя.
Встречается в названиях местностей Лифляндии и Эстляндии (Тарваст, Тарвампэ, Тарвамеки). В Калевале хвастливый Юкагайнен применяет это слово к лапландцам, у которых когда-то пахали на волах.